# Eriocaulon sparganioides
Eriocaulon sparganioides är en gräsväxtart som beskrevs av August Gustav Heinrich von Bongard. Eriocaulon sparganioides ingår i släktet Eriocaulon och familjen Eriocaulaceae. Inga underarter finns listade i Catalogue of Life.